# Güzin Dino
Güzin Dino (1910–30 de mayo de 2013) fue una escritora, lingüista, traductora y académica turca. Ella es conocida por escribir desde una perspectiva marxista. Estuvo casada con el pintor Abidin Dino (1913–1993).

## Biografía
Nacida en 1910, fue nieta del poeta Kemal Pasazade Lastik Sait Bey (1848-1921). Creció en Estambul y estudió en una institución francesa de esa ciudad, el lycée Notre-Dame de Sion. A continuación, llevó a cabo estudios de filología francesa en la Universidad de Estambul; a continuación, se convirtió en asistente del profesor Erich Auerbach, especialista alemán en Filología Románica en el exilio y residente en Estambul después de la llegada al poder de los nazis en su país.
Güzin contrajo matrimonio en 1943 con Dino en Adana, Turquía, quien era miembro del Partido Comunista turco, y estaba exiliado en el área sur de dicha ciudad turca. Sujeto a procesamiento y presiones políticas, Abidin Dino dejó Turquía en 1952 para establecerse en París, Francia. Ella siguió a su marido en 1954.
La pareja visitó varios sitios con sanatorios a lo largo de Francia debido a la enfermedad de Abidin. Se asentaron entonces en Saint-Michel en el V Distrito de París, que los intelectuales utilizaban para residir. Finalmente, ambos se movieron al taller de un pintor en Rue de l'Eure.
Güzin Dino trabajó en el Centro Nacional para la Investigación Científica de Francia (CNRS), y fue instructora en el Institut nacional des langues et civilizaciones orientales (INALCO). Por traducir los trabajos del poeta Nazım Hikmet y el escritor Yaşar Kemal al francés, introdujo la literatura turca en Francia. Sus traducciones se publicaron en varias casas editoriales de renombre, mientras que sus ensayos encontraron positivo interés en revistas francesas y estadounidenses. También fue durante muchos años la cabeza de la sección de lengua turca en Radio Francia Internacional (RFI).
Su casa se transformó en un punto de encuentro para intelectuales y artistas de Turquía. No dejó a su marido sólo durante el tiempo que estuvo enfermo, mientras que continuó viviendo el resto de su vida sola en la misma casa tras la muerte de Abidin por un cáncer de garganta en 1993. Al hablar sobre su vida con Dino, la política turca y las memorias con Nazım Hikmet a las generaciones más jóvenes, solía lamentar que "aquel país nunca mostró respeto y dignidad por sus ciudadanos más valiosos".
Güzin Dino fue hospitalizada luego de tres caídas en una semana. Murió en la edad de 102 años el 30 de mayo.

## Principales publicaciones

### Como autora
- 1951: Recaî-zade Ekrem'in Araba Sevdası Romanında Gerçekçilik, Estambul, Osman Yalçın Matbaası, 1951;
- 1951: "Araba Sevdasi" Kurulusu hakkinda bir deneme, Ankara, Türk tarih kurumu basmevi, 1951;
- 1954: Tanzimattan sonra edebiyatta gerçekçiliğe doğru: Birinci Kısım, Ankara, Türk tarih kurumu basimevi, 1954;
- 1969: Namik Kemal et la naissance du roman turc au XIXe siècle, bajo la dirección de Louis Bazin, París, Sorbonne, 1969;
- 1973: La Genèse du roman turc au XIXe siècle, París: Publications orientalistes de France, 1973;
- 1978: Türk romanının doğuşu, Estambul, Cem Yayınevi, 1978;
- 1991: Gel zaman, git zaman: anılar [Le temps va et vient], Estambul, Can Yayınları, autobiografía.
- 2011: Sensiz her şey Renksiz, cartas seleccionadas de 1952 a 1973, traducidas al francés por Sevgi Türker-Terlemez y Bruno Cany, Genèse/Oluşum n.º127-128, Nancy, 2011.

### Como traductora y/o editora
- 1961: Mèmed le Mince, Yaşar Kemal, París, Del Duca (Biarritz) y luego por Gallimard en 1978;
- 1977: Le Pilier, Yaşar Kemal, París, Gallimard;
- 1978: Un village anatolien: récit d'un instituteur, Mahmut Makal, textos recopilados y presentados por Güzin Dino, traducción del turco en colaboración con O. Ceyrac, nueva edición aumentada con una postdata, París, Plon, puis CNRS Editions en 2010;
- 1980: Un étrange voyage. Poèmes épiques, poèmes lyriques, Nâzim Hikmet, François Maspero - UNESCO, traducción del turco en colaboración con Jean Marcenac y Munevver Andaç;
- 1982: Entre les murailles et la mer: trente-deux poètes turcs contemporains, seleccionados, presentados y traducidos por Güzin Dino en colaboración con Michèle Aquien y Pierre Chuvin, París, François Maspero;
- 1992: Visages pile ou face, Yaşar Kemal, Saint-Clément, Fata Morgana;
- 1999: Il neige dans la nuit et autres poèmes, Nâzim Hikmet, Gallimard, edición y traducción del turco de Güzin Dino en colaboración con Münevver Andaç. Prefacio de Claude Roy, postdata de Güzin Dino;
- 2009: J'ai vu la mer: anthologie de poésie turque contemporaine, traducción del turco en colaboración con Michèle Aquien, Pierre Chuvin, y Elif Deniz, introducción de Pierre Chuvin; postface Enis Batur, diseños de Abidin Dino, Saint-Pourçain-sur-Sioule, Bleu autour.